# Єжовське сільське поселення (Медведевський район)
Єжо́вське сільське поселення (рос. Ежовское сельское поселение) — муніципальне утворення у складі Медведевського району Марій Ел, Росія. Адміністративний центр — село Єжово.

## Населення
Населення — 1889 осіб (2019, 1977 у 2010, 2232 у 2002).

## Склад
До складу поселення входять такі населені пункти:
| Населений пункт        | Населення, осіб (2002) | Населення, осіб (2010) |
| ---------------------- | ---------------------- | ---------------------- |
| Єжово, село            | 1747                   | 1538                   |
| Кіндулкіно, присілок   | 10                     | 6                      |
| Мале Акашево, присілок | 10                     | 17                     |
| Томшарово, присілок    | 260                    | 249                    |
| Ятманово, присілок     | 73                     | 50                     |
| Яшмаково, присілок     | 132                    | 117                    |